# HD 112570
HD 112570，又名BD+46 1833，SAO 44398、HR 4919，是一颗恒星，视星等为6.12，位于銀經119.92，銀緯70.92，其B1900.0坐标为赤經12h 52m 33.8s，赤緯+46° 70.92′ 9″。